# Volker Schaible

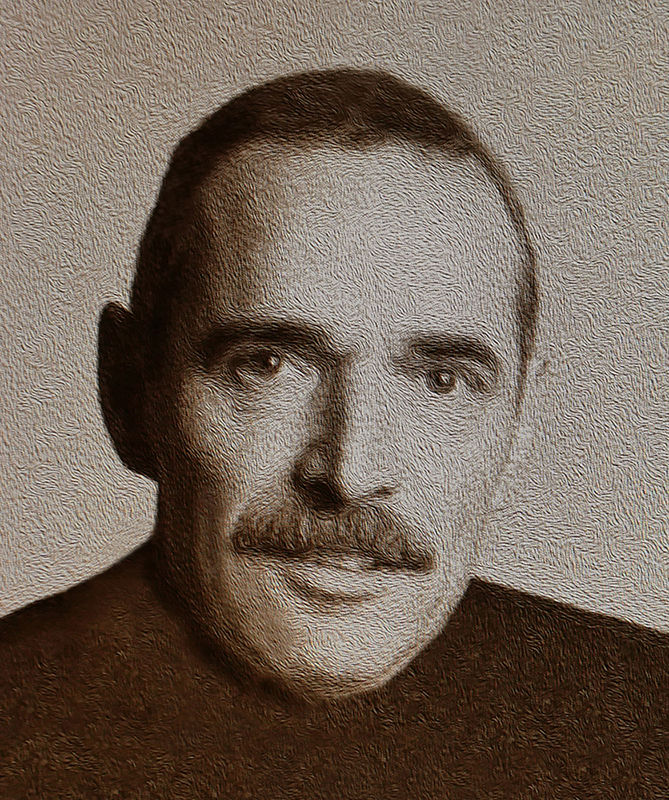
Volker Schaible (2022)

Volker Schaible (* 29. März 1953 in Nagold, Landkreis Calw, Baden-Württemberg) ist ein deutscher Restaurator und Kunsttechnologe, sowie emeritierter Professor auf diesem Gebiet.

## Leben
Volker Schaible studierte von 1978 bis 1982 unter Rolf E. Straub Restaurierung und Technologie von Gemälden und gefassten Skulpturen an der Staatlichen Akademie der Bildenden Künste Stuttgart. Anschließend etablierte er zusammen mit Ulrich Schießl an der Hochschule für Gestaltung, Kunst und Konservierung in Bern den ersten und einzigen Studiengang Konservierung und Restaurierung für Gemälden, Skulpturen und Wandmalerei in der Schweiz. Von 1982 bis 2000 war er Dozent und Leiter an diesem Studiengang an der Höheren Fachschule für Gestaltung, Kunst und Konservierung (HGKK) (seit 1995 Teil der Hochschule der Künste Bern (HKB), ein Departement der Berner Fachhochschule (BFH)). 2001 erhielt Volker Schaible den Ruf an die Staatliche Akademie der Bildenden Künste in Stuttgart (ABKS), wo er bereits 2002 zum Prorektor ernannt wurde und bis 2019 als Professor im Studiengang Restaurierung und Technologie von Gemälden und gefassten Skulpturen lehrte. Zudem war er nebenbei als Gastdozent an der Tainan National University of the Arts, Graduate Institute of Conservation of Cultural Relics in Taiwan tätig. Seit 2017 war Schaible maßgeblich am interdisziplinären Promotionsprogramm Graduiertenkolleg Rahmenwechsel, einer Kooperation der Universität Konstanz mit der Staatlichen Akademie der Bildenden Künste Stuttgart, beteiligt. Von 2007 bis 2011 stand er zudem dem Verband der Restauratoren VDR als Präsident vor. Zudem ist Volker Schaible Mitherausgeber der Zeitschrift für Kunsttechnologie und Konservierung.

## Forschungsschwerpunkte
Volker Schaible forschte in verschiedenen wissenschaftlichen Bereichen der Kunsttechnologie. Bis 1988 war er in leitender Funktion beteiligt am nationalen Forschungsprogramm NFP 16 Methoden zur Erhaltung von Kulturgütern zur Verbesserung bestehender und Entwicklung neuer Methoden zur Analyse, Konservierung und Restaurierung von Kulturgütern. Vermehrt betrieb er jedoch Forschung im Bereich Präventive Konservierung. Ein intensives Forschungsgebiet war die Auswirkung von Klimaschwankungen auf Kunstwerke. 1989 visualisierte er damals mit den neusten Methoden im wegweisenden Film Vom Atmen der Bilder/Les tableaux respirent/The paintings breath in Zeitraffer die Bewegungen der Malschichtschollen bei wechselnden Klimabedingungen. Dies war international ein Meilenstein in der Vermittlung und breiten Akzeptanz von restauratorischen Anliegen für ein stabiles Klima. Zudem publizierte er verschiedene kritische Beiträge zur Doubliertechnik. 2009/2010 untersuchte er während eines Forschungssemesters das holzsichtige Marienretabel von Tilman Riemenschneider in der Herrgottskirche in Creglingen.

## Konservierungstechnisches Grossprojekt
Im Rahmen der sechsten Schweizer Landesausstellung Expo.02 übernahm Volker Schaible die Projektleitung Restaurierung des 10,5 × 94,4 Meter großen Panoramagemäldes Schlacht bei Murten (1476), welches vom renommiertesten Panoramamaler Louis Braun 1893 gefertigt wurde. Die Ausführung der Restaurierung erfolgte 2001–2002 durch die Gesellschaft Panorama Konservierung & Restaurierung GmbH (K & R GmbH) unter der Leitung von Volker Schaible und Christophe Zindel. Dieses Grossgemälde wurde vom 15.5.–20.10.2002 auf der Arteplage Murten im Monolith des Architekten Jean Nouvel, einem auf dem Murtensee schwimmenden Würfel, präsentiert. Das Panorama war ein großer Publikumsmagnet und wurde von 1'029'730 Personen besucht.

## Ehrungen
2001 war Volker Schaible nach mehrjähriger Tätigkeit im Vorstand Ehrenmitglied im Schweizerischen Verband für Konservierung und Restaurierung (SKR). Zudem ist er als ehemaliger Präsident Ehrenmitglied des deutschen Verband der Restauratoren (VDR).

## Internationale Berufspolitik
- ENCoRE: European Network for Conservation-Restoration Education
- E.C.C.O.: European Confederation of Conservator-Restorers Organisations

## Publikationen (Auswahl)
- Volker Schaible: Studien zur Gemäldeübertragung als „Restauriermethode“ unter besonderer Berücksichtigung französischer Quellen, Diplomarbeit, Staatliche Akademie der Bildenden Künste Stuttgart (1982).
- Schaible, V.: Anregungen zum Bau eines Niederdrucktisches, Maltechnik Restauro: Internationale Zeitschrift für Farb- und Maltechniken, Restaurierung und Museumsfragen: Mitteilungen der IADA (1983) 269–272.
- Schaible, V.: Der weg der Doubliertechniken – Versuch einer Zwischenbilanz, Maltechnik Restauro: Internationale Zeitschrift für Farb- und Maltechniken, Restaurierung und Museumsfragen: Mitteilungen der IADA (1983) 250–256.
- Schaible, V.: Die Gemäldeübertragung: Studien zur Geschichte einer „klassischen Restauriermethode“, Maltechnik Restauro: Internationale Zeitschrift für Farb- und Maltechniken, Restaurierung und Museumsfragen: Mitteilungen der IADA (1983) 96–129.
- Schaible, V.: Historisches und Ethisches zur Abnahme von Wandmalerei. In: Historische Technologie und Konservierung von Wandmalerei. Vortragstexte der 3. Fach- und Fortbildungstagung der Fachklasse Konservierung und Restaurierung, Schule für Gestaltung Bern, 5. und 6. Nov. 1984, Bern 1985, S. 143–150.
- Schaible, V.: „Technologische Untersuchung einer Tüchleinmalerei mit der Darstellung des Schmerzensmannes.“ Riggisberger Berichte – Tüchleinmalerei in Zittau und Riggisberg 4: (1986) 143–155.
- Schaible, V. (1987): „Neue Überlegungen zur Feuchtigkeit am Leinwandbild.“ Zeitschrift für Kunsttechnologie und Konservierung 1(1): 75–94.
- Schaible, V.: Reflexions sur la formation de cuvettes à la surface des peintures sur toile, ICOM Committee for Conservation 9th triennial meeting: Dresden 26-31 August 1990, ICOM Committee for Conservation, Paris, France (1990), 139–144.
- Schaible, V. (1990a): „Überlegungen zum Phänomen der Schüsselbildung an Leinwandgemälden.“ Zeitschrift für Kunsttechnologie und Konservierung 4(2): 235–250.
- Schaible, V. (1990b): „Ursache und Wirkung – Gedanken zum derzeitigen Stand der Konservierungstechnik.“ Die Kunst und ihre Erhaltung. Rolf E. Straub zum 70. Geburtstag gewidmet. H. Lüthy (Hrsg.). Worms, Wernersche Verlagsgesellschaft: 118–129.
- Schaible V.: Il risanamento del supporto e l'adesione del colore nei dipinti su tela. OPD restauro: rivista dell'Opificio delle pietre dure e laboratorio di restauro di Firenze (1993) 30–34.
- Schaible, V.: Panorama der Schlacht bei Murten, Publikation „Freiburger Kulturgüter“, Sondernummer: Das Murtenschlacht-Panorama, N°7 (1997) 15–27.
- Schaible, V.: How Dutch is „the Dutch method“? A history of wax-resin lining in its Past practice, future prospects, British Museum, London (2001) 143–149.
- Schaible, Volker: Konservierung und Restaurierung, In: Panorama der Murtenschlacht, Le panorama de la bataille de Morat, Stiftung für das Panorama der Schlacht bei Murten 1476 & Panorama Konservierung und Restaurierung GmbH, Freiburg CH (2002) 145–155.
- Schaible, V.: Das Maschinenzeitalter in der Gemälderestaurierung – Die Kunst der Restaurierung: Entwicklungen und Tendenzen der Restaurierungsästhetik in Europa: internationale Fachtagung des Deutschen Nationalkomitees von ICOMOS und des Bayerischen Nationalmuseums, München, 14.–17. Mai 2003, Anton Siegl GmbH Fachbuchhandlung, Munich (2005) 225–232.
- Schaible, V.: Das Marienretabel von Tilman Riemenschneider in der Herrgottskirche in Creglingen – Ergebnisse einer ersten kunsttechnologischen Untersuchung, Zeitschrift für Kunsttechnologie und Konservierung (2018) 15–32.

## Herausgeber
Volker Schaible war Mitherausgeber der Zeitschrift für Kunsttechnologie und Konservierung (ZKK) der Wernerschen Verlagsgesellschaft Worms, und der Weissen Reihe, herausgegeben von der Staatlichen Akademie der Bildenden Künste Stuttgart.